# Vršni vat
Vršni vat (angleško Watt-peak; kratica Wp) je enota za izražanje vršne moči fotovoltaične sončne elektrarne, izmerjene v laboratorijskih pogojih. V uporabi so tudi večje enote vršni kilovat (kWp) in vršni megavat. 
Laboratorijski pogoji so opisani v standardih IEC 61215, IEC 61646 inUL 1703; svetlobna jakost je 1000W/m2, s spektrom podobnim sončni svetlobi na 35° severne zemljepisne širine in temperaturo celic 25 °C. 